# Excerpta de Libris Romanorum et Francorum

Les Excerpta de Libris Romanorum et Francorum ("Extraits sur les lois des Romains et des Francs" en français) sont une collection de lois pénales bretonnes du Haut Moyen Âge, transmise en latin et conservée dans six manuscrits dont le plus ancien date des alentours de l'an 800. Elle se présente intégrée dans un corpus de textes canoniques (Collectio canonum Hibernensis, pénitentiels) constitué au début du VIIIe siècle.
On connaît de cette collection deux versions : l'une, conservée dans cinq manuscrits, comprend 63 lois ; l'autre, conservée dans un seul manuscrit, en comprend 67. La première version inclut trois dispositions pénitentielles (no 59, 60 et 61) qui ne se trouvent pas dans l'autre.
Voici les cinq manuscrits contenant la première version (en intégralité) :
- Ms. Orléans 221 (193) : manuscrit considéré comme le plus ancien (vers 800), venant de la bibliothèque de l'abbaye de Saint-Benoît-sur-Loire ; mentionnant un scribe breton dont le nom a été latinisé en Iunobrus, et présentant plus de trois cents gloses en vieux breton ;
- Ms. BnF latin 3 182 : manuscrit du Xe siècle provenant de la bibliothèque d'Émery Bigot (Codex Bigotianus) et auparavant de l'abbaye de la Trinité de Fécamp ; mentionnant un scribe breton du nom de Maeloc et présentant aussi des gloses en vieux breton[1] ;
- Ms. Oxford, Bodleian Library, Hatton 42 : manuscrit du IXe siècle présentant aussi des gloses en vieux breton, et en un endroit l'anthroponyme breton Matguoret (« Matguoret benedic mihi ») ;
- Ms. British Library, Cotton Otho E XIII : manuscrit du Xe siècle, avec également des gloses en vieux breton ;
- Ms. Cambridge, Corpus Christi College 265 (K 2) : manuscrit le plus tardif (Xe  ou XIe siècle) et le seul qui ne présente pas de gloses en vieux breton.

Et voici le manuscrit présentant la version en 67 lois :
- Ms. BnF latin 12 021: manuscrit du IXe siècle, faisant partie des manuscrits de l'abbaye de Corbie transférés en 1638 à l'abbaye de Saint-Germain-des-Prés sur ordre du cardinal de Richelieu ; mentionnant un scribe breton nommé Arbeloc travaillant pour le compte d'un abbé Haelhucar[2], et présentant des gloses en vieux breton.

Dans ce dernier manuscrit, le titre donné est Judicium culparum, alors que le manuscrit d'Orléans, légèrement plus ancien, donne Excerpta de Libris Romanorum et Francorum. Il est possible que celui-ci représente un titre général dans l'original, et que Judicium culparum soit seulement le titre de la section conservée, celle des lois pénales.
D'autre part, un fragment de la collection se retrouve dans la version latine du recueil juridique gallois appelé Lois de Hywel Dda (recueil remontant, non au règne de ce roi, mais tout au plus au XIIIe siècle). Le plus ancien manuscrit où l'on trouve ce fragment est le Ms. British Library, Cotton Vespasianus E XI (fol. 34-37), copié vers 1250. Les Lois de Hywel Dda furent publiées en 1841 par l'érudit gallois Aneurin Owen. L'ensemble de la collection fut ensuite édité par Arthur West Haddan et William Stubbs dans leur grande somme Councils and Ecclesiastical Documents Relating to Great Britain and Ireland (1869/71), à partir du manuscrit Ms. BnF latin 12 021 (avec consultation du Ms. BnF latin 3 182).
À partir de ces éditions, la collection se vit imposer le nom de Canones Wallici (Canons gallois). Selon A. W. Haddan et W. Stubbs : « Their welsh origin is probable... from the recurrence, almost verbatim, of several canons of the collection in the latin abridgement of the Laws of Howel Dda (Xth century), which seems to have been among the older laws which were worked up into Howel's code ». Henry Bradshaw, en 1889, fut le premier à faire remarquer que la tradition manuscrite pointait bien plutôt vers la Bretagne continentale. C'est Léon Fleuriot, en 1971, qui a écarté résolument le nom de Canones Wallici pour s'en tenir au titre figurant dans le manuscrit le plus ancien.
Bien que la collection soit jointe dans les manuscrits à un corpus de textes à caractère religieux, il s'agit clairement de dispositions pénales règlementant une société purement séculière, sanctionnant simplement des offenses et agressions entre voisins, dans un monde rural d'ailleurs assez archaïque. La référence aux Francs s'explique bien dans le contenu par le fait qu'une bonne dizaine de ces lois sont très proches de dispositions de la Loi salique. Outre les Francs, les Saxons sont mentionnés dans une loi, et également les Galli.
Quant à la référence aux Romains, elle est plus étonnante, car presque rien ne paraît issu du droit pénal romain : selon Léon Fleuriot, deux dispositions seulement semblent empruntées à la Loi des Douze Tables. Selon ce savant, l'ethnonyme Romani renvoie à une époque où les Bretons, face aux « barbares » d'origine germanique comme les Francs ou les Saxons, se revendiquaient fièrement comme « Romains ».
Si le recueil est aujourd'hui généralement reconnu comme d'origine armoricaine, sa datation et les circonstances de sa formation, en revanche, laissent encore largement place au débat. Léon Fleuriot, dans son article de 1971, pensait que le terminus post quem était la mise par écrit de la Loi salique vers 510, et que ce texte représentait une période de coexistence pacifique entre les Francs et les Bretons en Armorique qui avait pris fin vers 560. Plus tard, en 1985, il a avancé l'idée que le recueil d'origine pourrait avoir été promulgué par un roi breton du Ve siècle (il évoque le nom d'Ambrosius Aurelianus, qualifié dans une version de l'Historia Brittonum de « rex Francorum et Brittonum Aremoricorum », comme le fit plus tard Christian Kerboul). David Dumville, en 1993, garde le terminus post quem de 510, mais pense que l'influence de la Loi salique s'est plutôt exercée au VIIe  ou VIIIe siècle. Soazick Kernéis, en 1995, a émis l'idée que le texte d'origine n'émanait pas d'un roi breton, mais était une loi donnée aux Armoricains par Aetius en 445 à l'issue de la dernière bagaude armoricaine (avec des remaniements postérieurs).

## Édition récente
- Ludwig Bieler (éd.), The Irish Penitentials, Scriptores Latini Hiberniæ 5, Dublin, 1963, p. 136-159.